# Daniel Papebroch
Daniel Papebroch (Amberes, 17 de marzo de 1628 – 28 de junio de 1714) fue un jesuita flamenco hagiógrafo, uno de los bolandistas. Fue una figura revisionista destacada, ejerciendo críticas históricas sobre las tradiciones de los santos de la Iglesia Católica.

## Biografía
Nació en 1628 en Amberes, entonces Ducado de Brabante, parte de los Países Bajos españoles, y asistió a la universidad jesuita en su ciudad natal. Provenía de una familia piadosa que había elegido al jesuita Jean Bolland como su director espiritual. Bolland se interesó mucho en la educación de Daniel y lo alentó a aprender griego y otros idiomas y estudiar composición literaria. Desde 1644 a 1646 Papebroch estudió filosofía en Douai, tras lo cual ingresó en el noviciado de la Compañía de Jesús. Fue ordenado sacerdote católico en 1658.
En 1660 Papebroch comenzó su trabajo con Bolland, en el estudio académico de la hagiografía de los santos católicos. Fue asignado a trabajar en los registros de esos santos celebrados en el mes de marzo. En julio de ese año, Bolland envió a Papebroch, de 32 años, a Italia, junto con Godfrey Henschen, para recoger documentos, pero para cuando regresó, Bolland había muerto. Papebroch, junto con Henschen, continuó el trabajo en la tradición de los bollandistas hasta su muerte en 1714.

## Estudios
Herbert Thurston consideró a Pabenbroch «el más capaz de todos los primeros bolandistas». Según Friedrich Heer, Pabenbroch «...a fuerza de trabajo estableció las leyes de la crítica histórica, la metodología del estudio de las fuentes y de las ciencias auxiliares de la historia». Hippolyte Delehaye llamó a Papebroch «el bolandista par excellence».
Janninck dijo de su colega: «Lo que Rosweyde había preparado, lo que Bolland había iniciado, lo que Henschenius había dado forma, Papebroch lo llevó a término».

## Controversias
Papebroch antepuso un Propylaeum antiquarium, un intento de formular reglas para discernir documentos espurios de auténticos, al segundo volumen (1675) de los Acta Sanctorum. En él señaló como espurias algunas cartas de la Basílica de Saint-Denis. Dom Jean Mabillon fue encargado de elaborar una defensa de estos documentos y fue impulsado a otra exposición de los principios de la crítica documental, su De re diplomatica (1681).
Hacia 1681 Papebroch se vio envuelto en una larga disputa con los carmelitas. Al redactar un comentario sobre Alberto de Jerusalén, a quien se atribuye la Regla carmelita, Papebroch afirmó que la tradición según la cual el origen de la orden se remontaba al profeta Elías, como su fundador, carecía de fundamento suficiente. Los carmelitas se opusieron. Siguió una larga campaña de panfletos, durante la cual se cuestionó la ortodoxia de Papebroch. Papebroch fue defendido por su colega, Conrad Janninck. Los carmelitas apelaron al tribunal de la Inquisición española, que en noviembre de 1695 emitió un decreto condenando los catorce volúmenes de los Acta Sanctorum publicados hasta entonces y tildándolos de heréticos. Roma no confirmó la condena en España. En noviembre de 1698, Inocencio XII emitió un breve que puso fin a la controversia imponiendo silencio a ambas partes.
Otra controversia de Papebroch fue con el dominico Jean-Antoine d'Aubermont, acerca de algunos textos mayores de litúrgicos atribuidos tradicionalmente a Tomás de Aquino.